# Weerter- en Budelerbergen
De Weerter- en Budelerbergen, ook wel bekend als de Weerter- en Buulderbergen (Limburgs: Wieërter- en Beulderbêrge) is een natuurgebied van 912 hectare dat zich uitstrekt ter weerszijden van de grens van de Nederlandse gemeenten Cranendonck en Weert.
Het gebied is aangewezen onder de Europese Vogelrichtlijn ter bescherming van zeldzame en bedreigde vogelsoorten. Broedvogels die onder deze bescherming vallen zijn de nachtzwaluw, roodborsttapuit en boomleeuwerik. Daarnaast komen dertien Rode lijst-soorten voor, waaronder geelgors, spotvogel, tapuit en duinpieper.
Het gebied bestaat uit naaldbossen, droge heidevelden en stuifzanden. Een groot deel ervan is militair oefenterrein, genaamd Legerplaats Budel. In het noorden van dit gebied bevindt zich de Nassau-Dietzkazerne.
Het grootste deel van dit gebied is eigendom van het Ministerie van Defensie. Ook zijn er particuliere bezittingen. Ten oosten van het gebied ligt aansluitend de Weerterheide, een terrein dat eigendom is van de Vereniging Natuurmonumenten. Een groot deel van de terreinen is vrij toegankelijk. Als defensie het gebied verlaat zullen natuurontwikkelingsprojecten worden uitgevoerd. Het gebied behoort tot het Natura 2000-gebied Weerter- en Budelerbergen & Ringselven, dat een nog groter gebied omvat.
Het zuidelijk deel van dit gebied wordt gevormd door de Boshoverheide, waar archeologisch belangwekkende objecten te vinden zijn. De stuifzanden zijn in de late middeleeuwen ontstaan, daarna gestabiliseerd door de aanleg van naaldbos, om vervolgens weer geactiveerd te worden door de militaire activiteiten.
In de komende jaren zal het gebied verbonden worden met aangrenzende natuurgebieden. In maart 2014 is een ecoduct geopend over de snelweg A2 en de spoorlijn Eindhoven - Weert nabij het wegrestaurant De Wildenberg op de provinciegrens met Noord-Brabant. De Weerter- en Budelerbergen worden hiermee verbonden met het Weerterbos. De aanleg van dit ecoduct is gestart in januari 2013. In het zuiden zullen de Weerter en Budelerbergen verbonden worden met de Laurabossen. Hiertoe wordt een ecoduct aangelegd over de Zuid-Willemsvaart en de N564. Wanneer de aanleg van dit ecoduct start is nog niet bekend.
Vanaf De Wildenberg start een gemarkeerde rondwandeling door het gebied met een lengte van 9 km. Ook enkele lange-afstandswandelingen doorkruisen het gebied.

## Monumenten
Voor het Wegkruis en het Grensmonument aan de Geuzendijk, zie: Boshoven
Hugterheide · Weerterbos · Weerter- en Budelerbergen · IJzeren Man · Kruispeel · Laurabossen · Kettingdijk · De Krang · Tungelerwallen · Stramprooierbroek · Wijffelterbroek · Lozerheide · Sint-Maartensheide · De Luysen · Smeetshof · Grootbroek · 't Hasselterbroek · Zig en Goort · Itterdal · Tösch-Langeren